# John Hoeven
John Henry Hoeven III (* 13. března 1957 Bismarck, Severní Dakota) je americký politik za Republikánskou stranu. Od roku 2011 je senátorem USA za stát Severní Dakota.
V letech 1993 až 2000 byl prezident severodakotské Bank of North Dakota. V roce 2000 byl zvolen guvernérem Severní Dakoty poté, co porazil kandidátku Demokratické strany Heidi Heitkampovou. Funkci guvernéra poté obhájil i ve volbách v letech 2004 a 2008.
V roce 2010 byl zvolen senátorem za Severní Dakotu, když se ziskem 76 % hlasů porazil Demokratku Tracy Potterovou. Funkci poté obhájil i v letech 2016 a 2022.
Je ženatý, má dvě děti.